# Барбаро ндрина
Барбаро ндрина — клан итальянской мафиозной группировки ндрангета. В настоящее время базируется в Плати. Кроме того, клан действует в северной Италии, особенно в Буччинаско, около Милана, а также в Австралии, в особенности в Гриффите, области Нового Южного Уэльса.

## Создание группировки. Вражда с кланом Маммолити
Клан возник в городе Кастелланца в муниципалитете Оппидо Мамертина. В 1950-х годах клан был вовлечен в кровавую вражду с Маммолити ндрина. В октябре 1954 года Доменико Барбаро убил Франческо Маммолити, главу конкурирующего клана. 7 ноября 1954 клан Маммолити принял ответные меры и убил Франческо Барбаро и некоторых других участников клана Барбаро. Это убийство приписывалось Винченцо Маммолити, но он был оправдан судом из-за недостаточных доказательств. 19 января 1955 Джованни Барбаро, брат Франческо был застрелен, всего насчитали 31 огнестрельных ранений.
Со временем клан Маммолити стал побеждать, и клан Барбаро стал перемещать своё влияние в Плати. Вражда продолжалась до 1978 года, когда Доменико Барбаро был убит в Перудже после отбытия 26-летнего тюремного заключения за убийство Франческо Маммолити в 1954 году. Вокруг Антонио Барбаро и Франческо Барбаро возник один из самых сильных кланов Ндрангеты, который также включал Перре, Тримболи, Агрести, Катанзарити, Серги, Папалла, Музитани и кланы Моллусо. Они связаны через близких родственников, которые сосредотачиваются вокруг клана Барбаро. После смерти Паскуале Агресты в 1974 году, Антонио Барбаро стал руководителем группы в Плати.

## Король похищения
Давний босс клана, Франческо Барбаро был известен как король похищения в 1980-х годах. Клану приписывают семнадцать высокопрофессиональных похищений. Франческо был арестован 5 января 1989 года. Сын Франческо Джузеппе Барбаро принял лидерство клана. Он был включен в список самых разыскиваемых беглецов в Италии до его ареста 10 декабря 2001. Другой сын Франческо, Рокко Барбаро, был арестован 8 февраля 2003 года.
Арест Джузеппе Барбаро в 2001 году привел к раскрытию подземной крепости в горах в Плати, которая использовалась местными кланами в течение многих десятилетий. Туннели, чаще всего проложенные параллельно канализационной системе города, были сложно устроены и в некоторых местах были достаточно большие, чтобы мог проехать грузовик. Люки с дистанционным управлением вели в здания, некоторые из которых были нежилые, позволяя мафиозо сбежать от полиции. Некоторые туннели появились недалеко от города близко к лесистой местности. Плати был назван «колыбелью похищений».
Деньги, выручаемые от вымогательств при похищениях, мафиозо инвестировали в незаконный оборот наркотиков и строительство в северной Италии, особенно вокруг Буччинаско, около Милана. Клан участвовал в картеле семей Ndrangheta, вовлеченных в торговлю кокаином с семьей Мафии Мариано Агате.

## Группировка в Австралии
Франческо «Маленькие Деревья» Барбаро родился в 1937 в Плати и получил своё прозвище из-за выращивания цитрусовых на его ферме в Новом Южном Уэльсе. Комиссия утверждала, что «Маленькие Деревья» нажил состояние от «действий, связанных с культивированием гашиша» и, наряду с Робертом Тримбоулом и его шурином Антонио Серджи – также родившимся в Плати в 1935 году – входил в организацию, «состоявшей почти исключительно из людей калабрийского происхождения, базирующейся в Гриффите и Сиднее», а также «участвовал в незаконном культивировании, торговле и распределении гашиша» между 1974 и 1977 годами.
В августе 2008 австралийский босс ндрангеты Паскуале «Пэт» Барбаро – сын Франческо – принял участие в импорте 15 миллионов таблеток экстази через Мельбурн. В то время это был самый крупный в мире груз перевозимого экстази. Таблетки были скрыты в 3,000 томатных банок в морском контейнере, ввезенном из Калабрии. Барбаро был арестован в Карлтоне. Другой морской контейнер, который прибыл в Мельбурн в июле 2008, содержал 150 кг кокаина. Расследование также раскрыло операцию по отмыванию денег на сумму более чем $9 миллионов.
Барбаро признал себя виновным в Верховном Суде Виктории по обвинению в торговле кокаином и экстази. В мае 2012 он был приговорен к пожизненному заключению с 30-летним минимальным сроком.